# Festival OTI de la Canción
Het Festival OTI de la Canción of kortweg OTI Festival was een jaarlijkse liedjeswedstrijd voor Spaans- en Portugeestalige landen die gehouden werd van 1972 tot 2000. De wedstrijd werd georganiseerd door de Organización de Televisión Iberoamericana (OTI). De wedstrijd was een soort spin-off van het Eurovisiesongfestival. Net zoals bij het Songfestival moest het winnende land de volgende editie organiseren.

## Lijst van winnaars
| Jaar | Land             | Lied                                                              | Zanger                                         |
| ---- | ---------------- | ----------------------------------------------------------------- | ---------------------------------------------- |
| 1972 | Brazilië         | Diálogo                                                           | Cláudia Regina & Tobías                        |
| 1973 | Mexico           | Qué alegre va María                                               | Imelda Miller                                  |
| 1974 | Puerto Rico      | Hoy canto por cantar                                              | Nydia Caro                                     |
| 1975 | Mexico           | La felicidad                                                      | Gualberto Castro                               |
| 1976 | Spanje           | Canta, cigarra                                                    | María Ostiz                                    |
| 1977 | Nicaragua        | Quincho Barrilete                                                 | Guayo González                                 |
| 1978 | Brazilië         | El amor... cosa tan rara                                          | Denise de Kalafe                               |
| 1979 | Argentinië       | Cuenta conmigo                                                    | Daniel Riolobos                                |
| 1980 | Puerto Rico      | Contigo, mujer                                                    | Rafael José                                    |
| 1981 | Spanje           | Latino                                                            | Francisco                                      |
| 1982 | Venezuela        | Puedes contar conmigo                                             | Grupo Unicornio                                |
| 1983 | Brazilië         | Estrela de papel                                                  | Jessé                                          |
| 1984 | Chili            | Agualuna                                                          | Fernando Ubiergo                               |
| 1985 | Mexico           | El fandango aquí                                                  | Eugenia León                                   |
| 1986 | Verenigde Staten | Todos                                                             | Damaris, Miguel Ángel Guerra & Eduardo Fabiani |
| 1987 | Venezuela        | La felicidad está en un rincón de tu corazón                      | Alfredo Alejandro                              |
| 1988 | Argentinië       | Todavía eres mi mujer                                             | Guillermo Guido                                |
| 1989 | Mexico           | Una canción no es suficiente                                      | Analí                                          |
| 1990 | Mexico           | Un bolero                                                         | Carlos Cuevas                                  |
| 1991 | Argentinië       | Adónde estás ahora                                                | Claudia Brant                                  |
| 1992 | Spanje           | A dónde voy sin ti                                                | Francisco                                      |
| 1993 | Spanje           | Enamorarse                                                        | Ana Reverte                                    |
| 1994 | Argentinië       | Canción despareja                                                 | Claudia Carenzio                               |
| 1995 | Spanje           | Eres mi debilidad                                                 | Marcos Llunas                                  |
| 1996 | Spanje           | Mis manos                                                         | Anabel Russ                                    |
| 1997 | Mexico           | Se diga lo que se diga                                            | Iridian                                        |
| 1998 | Chili            | Fin de siglo: Es tiempo de inflamarse, deprimirse o transformarse | Florcita Motuda                                |
| 2000 | Verenigde Staten | Mala hierba                                                       | Hermanas Chirino                               |

## Debuterende landen
| Jaar | Debuterend land |
| ---- | --- |
| 1972 | Argentinië, Brazilië, Bolivia, Chili, Colombia, Dominicaanse Republiek, Spanje, Panama, Peru, Portugal, Puerto Rico, Uruguay, Venezuela |
| 1973 | Mexico |
| 1974 | Nederlandse Antillen, Ecuador, El Salvador, Guatemala, Honduras, Nicaragua                                                              |
| 1975 | Verenigde Staten |
| 1976 | Costa Rica |
| 1978 | Paraguay |
| 1986 | Canada |
| 1989 | Aruba |
| 1991 | Cuba |
| 1992 | Equatoriaal-Guinea |

1972 · 1973 · 1974 · 1975 · 1976 · 1977 · 1978 · 1979 · 1980 · 1981 · 1982 · 1983 · 1984 · 1985 · 1986 · 1987 · 1988 · 1989 · 1990 · 1991 · 1992 · 1993 · 1994 · 1995 · 1996 · 1997 · 1998 · 2000